# 硼氢化铝
硼氢化铝，又称四氢硼酸铝，是一种无机化合物，化学式为Al(BH4)3。它是一种挥发性易自燃的液体，用于火箭燃料、航空煤油添加剂和实验室用还原剂。与多数离子型的金属硼氢化物不同的是，硼氢化铝是一种共价化合物。

## 性质
硼氢化铝是无色的挥发性液体，是铝化合物中最容易挥发的。它在空气中猛烈氧化，但在真空中，低于25℃缓慢分解，加热至70℃，硼氢化铝分解失去氢，形成不同的挥发性产物：
Al(BH4)3 → HAl(BH4)2 + [BH3]

## 制备
最早制备硼氢化铝的方法是三甲基铝与过量的乙硼烷发生反应：
Al2(CH3)6 + 4 B2H6 → 2 B(CH3)3 + 2 Al(BH4)3
然而这种方法产率较低，速率又慢，不适用于工业生产，后来被废弃。
硼氢化铝可由硼氢化钠与氯化铝反应来制备：
3 NaBH4 + AlCl3 → Al(BH4)3 + 3 NaCl
此反应在100-150℃、无溶剂的条件下反应。若氯化铝过量，则会产生氯化硼氢化铝ClAl(BH4)2或Cl2AlBH4。
而在四氢呋喃中，硼氢化钙与氯化铝的类似反应可制得不易自燃的四氢呋喃加合物：
3 Ca(BH4)2 + 2 AlCl3 → 3 CaCl2 + 2 Al(BH4)3

## 反应
与所有的硼氢化物一样，它是一种还原剂以及负氢提供者。它与水反应生成氢气，并能还原羧酸酯、醛和酮到醇。
硼氢化铝与四甲基锡或四甲基铅剧烈反应，生成固体产物，最终分解成金属单质、氢气、甲基硼烷和一甲基硼氢化铝（CH
3Al(BH
4)
2），但是并未获得二甲基或三甲基取代的硼氢化铝，这可能是取代反应中间体的空间位阻过大所造成的。而该反应的中间体可能是Me2Sn(BH4)2和Me3PbBH4一类的物质。

## 扩展阅读
- Fletcher, Edward; Foster, Hampton; Straight, David. . Industrial & Engineering Chemistry. 1959, 51 (11): 1389. doi:10.1021/ie50599a044.
- Hinkamp, James B.; Hnizda, Vincent. . Industrial & Engineering Chemistry. 1955, 47 (8): 1560. doi:10.1021/ie50548a032.